# Peter Zink
Peter Zink (* 22. Dezember 1907 in Erlangen; † 10. Januar 2004 ebenda) war ein deutscher Gewerkschafter und Politiker (SPD). 1954 bis 1974 war er Mitglied des Bayerischen Landtages.

## Privates und Berufliches
Peter Zink wurde 1907 als Sohn eines Schreiners in Erlangen geboren und wuchs im Stadtteil Stubenloh auf. 1913 trat er in den Arbeiter Turn- und Sportverein (ATSV) Erlangen ein. Ab 1921/22 war er Mitglied der Sozialistischen Arbeiterjugend, der SPD und des ADGB.
Nach dem Beruf der Volksschule absolvierte Zink ab 1922 eine Lehre als technischer Zeichner bei Reiniger, Gebbert & Schall, wo er nach der Ausbildung auch berufstätig war. Nach der Machtübernahme durch die Nationalsozialisten wurde er 1933 wegen seines gewerkschaftlichen und SPD-Engagements verhaftet und in das Konzentrationslager Dachau gebracht. Nach seiner Entlassung im Oktober 1933 wurde Zink zunächst mit Berufsverbot belegt und arbeitete als Vertreter. 
1934 heiratete Peter Zink Erna Margarete Hartmann (1909–1994), die er aus der Sozialistischen Arbeiterjugend kannte. Ab 1936 war Peter Zink wieder bei seinem früheren Arbeitgeber (mittlerweile Siemens-Reiniger-Werke) beschäftigt. Er absolvierte eine Weiterbildung zum Konstrukteur. Als Leiter der Normenabteilung und Lehrlingsausbilder wurde er als „unabkömmlich“ nicht zur Wehrmacht eingezogen.
Nach dem Rückzug von seinen politischen und gewerkschaftlichen Ämtern lebte Peter Zink bis zu seinem Tod 2004 in Erlangen.

## Gewerkschaftliches Engagement
Zink war ab 1922 Mitglied des Allgemeinen Deutschen Gewerkschaftsbundes. Nach dem Zweiten Weltkrieg war er maßgeblich am Wiederaufbau der Gewerkschaften in Erlangen und in Bayern beteiligt und organisierte die Gründung von Betriebsräten. Selbst war er Mitglied der IG Metall. Von 1946 bis 1971 war er Vorsitzender des Betriebsrates der Siemens-Reiniger-Werke und Mitglied in deren Aufsichtsrat.

## Politik
Peter Zink trat 1921 in die Sozialistische Arbeiterjugend (SAJ) und die SPD ein. Ab 1927 leitete er die SAJ in Erlangen. 1928 wurde er Redakteur bei der SPD-Zeitung „Erlanger Volksblatt“.
Nach der NS-Zeit wurde Peter Zink wieder politisch tätig. 1946 wurde er in den Erlanger Stadtrat gewählt. Ihm gehörte er bis 1963 an.
Ab 1954 war Peter Zink Mitglied des bayerischen Landtages, dem er bis 1974 angehörte; Zink wurde dabei 1954, 1958, 1962, 1966 und 1970 immer direkt im Stimmkreis „Erlangen-Stadt und Land“ gewählt. Im Bayerischen Landtag gehörte er von 1955 bis 1972 dem Ausschuss für Wirtschaft und Verkehr an, 1958 bis 1962 und 1966 bis 1970 dem Beirat des Staatskommissars für die Überführung von Unternehmen in Staatseigentum und 1972 bis 1974 dem Ausschuss für Eingaben und Beschwerden.
Von 1954 bis 1969 war Peter Zink Vorsitzender der Erlanger SPD. Nach dem Tod von Michael Poeschke trat er 1959 als Kandidat zur Oberbürgermeisterwahl an, unterlag jedoch Heinrich Lades (CSU).

## Ehrungen
- 1964 erhielt er den Bayerischen Verdienstorden.
- 1967 wurde Peter Zink die Hans-Böckler-Medaille der IG Metall verliehen.
- 1971 erhielt Zink das Bundesverdienstkreuz I. Klasse.
- 1972 wurde Zink zum Ehrenbürger seiner Heimatstadt ernannt.
- 1974 ernannte ihn die Friedrich-Alexander-Universität Erlangen-Nürnberg zu ihrem Ehrensenator.
- 1983 erhielt Zink die Georg-von-Vollmar-Medaille der bayerischen SPD.
- 1987 wurde Zink mit der bayerischen Verfassungsmedaille ausgezeichnet.
- Seit seinem zweiten Todestag 2006 verleihen die Familie Zink, die IG Metall und die SPD Erlangen den Peter-Zink-Preis an Jugendgruppen und junge Menschen, die sich in der Gewerkschaft, der SPD oder ihnen nahestehenden Organisationen um den Aufbau einer lebendigen Demokratie verdient gemacht haben. Der Preis wird alle zwei Jahre vergeben.
- Zu seinem 100. Geburtstag am 22. Dezember 2007 wurde in Erlangen ein Weg im Röthelheimpark nach Peter Zink benannt.